# Petra Majdič
Petra Majdič (* 22. Dezember 1979 in Ljubljana, SFR Jugoslawien) ist eine ehemalige slowenische Skilangläuferin.

## Sportliche Karriere
Petra Majdič lebt in Brinje und startete für SD Atrans Trojane. Sie startete in über 180 Skilanglauf-Weltcup-Rennen und kam 33-mal auf Podiumsplätze. Sie debütierte im Januar 1998 auf internationaler Ebene bei einem Europacuprennen in Furtwangen, wo sie 13. in einem 5-Kilometer-Rennen wurde. Im Dezember des Jahres erreichte sie als Dritte bei einem 10-Kilometer-Rennen in Goms ihre erste Podiumsplatzierung im Europacup. Bei den Juniorenweltmeisterschaften 1999 in Saalfelden wurde Majdič Sechste im 5-Kilometer-Rennen. Im November 1999 debütierte sie in Kiruna als 64. über 5 Kilometer im Weltcup. Drei Monate später gewann sie als 30. im 10-Kilometer-Rennen ihren ersten Weltcuppunkt. Einen Monat später erreichte sie im 5-Kilometer-Rennen von Bormio den 20. Platz. Im Februar 2001 erreichte Majdič in einem Sprintrennen in Asiago als Dritte erstmals eine Platzierung auf dem Podium. In Lahti nahm sie kurz danach erstmals an Nordischen Skiweltmeisterschaften teil und belegte als beste Platzierung einen 14. Platz im 15-Kilometer-Rennen.
2002 nahm Majdič erstmals an Olympischen Winterspielen teil. Bei den Rennen in Salt Lake City kam sie in der Verfolgung auf den siebten Rang, im 10-Kilometer-Rennen auf den achten und mit der Staffel auf den neunten Platz. Bei den Militärweltmeisterschaften nach den Olympischen Spielen im heimischen Kranjska Gora gewann sie hinter der Französin Karine Philippot die Silbermedaille. Die Nordischen Skiweltmeisterschaften 2003 in Val di Fiemme brachten erneut drei Platzierungen auf den Rängen unter den besten Zehn. In den folgenden Jahren erreichte Majdič oftmals gute, selten jedoch herausragende Ergebnisse. In gute Form kam die Slowenin wieder zu den Olympischen Winterspielen 2006 in Turin. Bei den Rennen in Pragelato Plan wurde sie Sechste im 10-Kilometer-Rennen und Achte im Sprint. Kurz nach der WM gewann sie in Drammen mit einem Sprint ihr erstes Weltcuprennen. In Andermatt errang sie zum Saisonabschluss bei den Militärweltmeisterschaften erneut hinter Philippot die Silbermedaille.

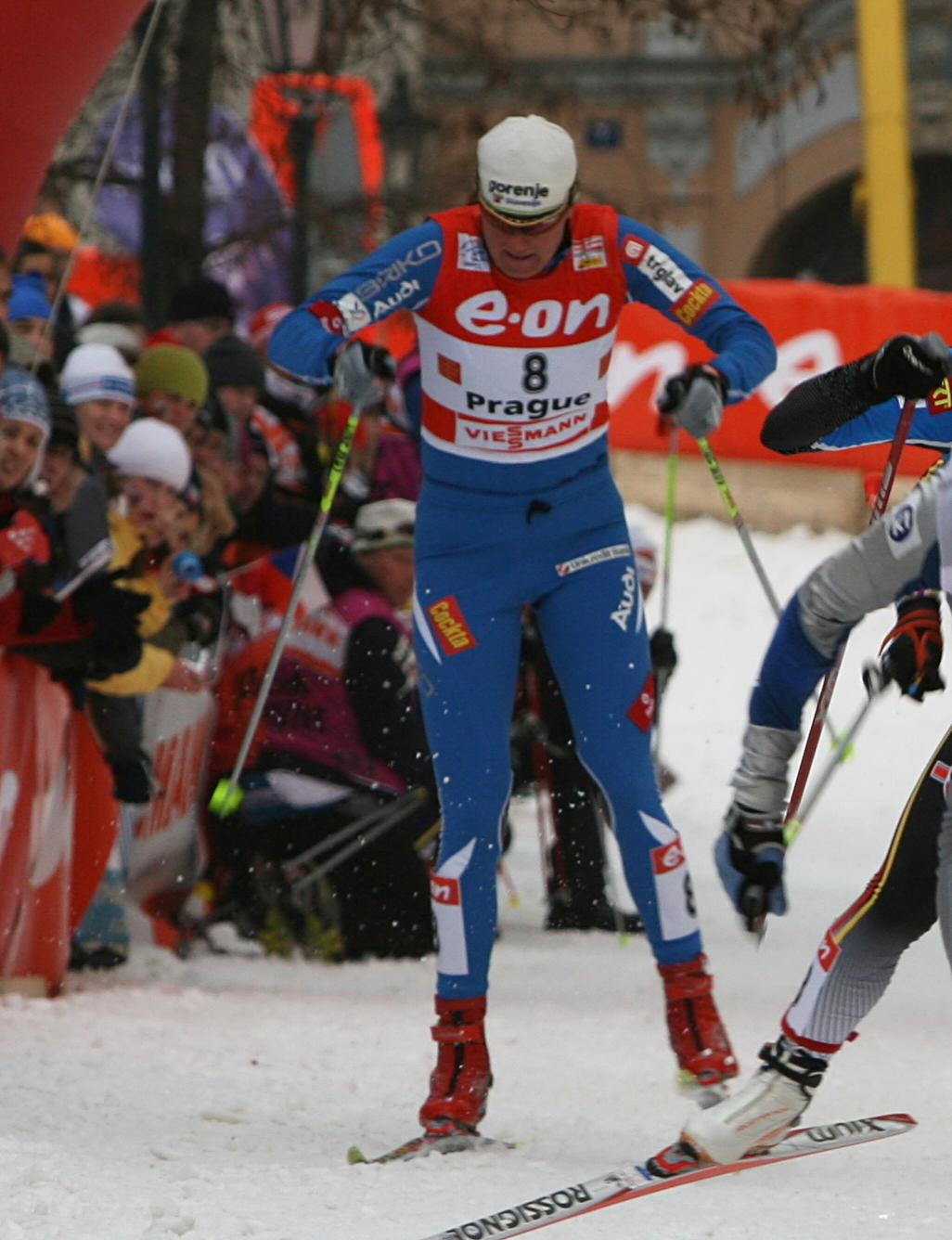
Petra Majdič, Tour de Ski, Prag 2007

Sehr erfolgreich verlief auch die Saison 2006/07. In Kuusamo und Stockholm gewann sie zwei Weltcup-Sprintrennen, drei weitere Podiumsplatzierungen und ein Etappensieg bei der Tour de Ski 2006/2007 kamen hinzu. Den Gesamtweltcup schloss sie als Vierte ab, den Distanzweltcup als Achte und im Sprintweltcup war sie hinter Virpi Kuitunen Zweite. Bei den Nordischen Skiweltmeisterschaften 2007 in Sapporo schnitt Petra Majdič gut ab, da sie im Sprint hinter Astrid Jacobsen die Silbermedaille gewann und über 30 Kilometer klassisch Fünfte wurde. In der folgenden Saison gewann sie drei Sprintweltcups und belegte zweimal den zweiten Platz. Die Tour de Ski 2007/08 beendete sie auf den 18. Platz. Sie gewann zum Saisonende erstmals den Sprintweltcup und errang den fünften Platz im Gesamtweltcup. Nach Platz 18 über 10 km Freistil in Gällivare zu Beginn der Saison 2008/09 siegte sie beim Sprint in Kuusamo. Auch die folgenden Sprints in Davos und in Düsseldorf gewann sie. Bei der Tour de Ski 2008/09 kam sie zweimal auf den zweiten Platz und zweimal auf den dritten Platz und erreichte damit den dritten Gesamtrang. Bei den folgenden Weltcups in Otepää und in Valdidentro siegte sie im Sprint und belegte in Valdidentro den dritten Platz über 10 km klassisch. Beim Saisonhöhepunkt den Nordischen Skiweltmeisterschaften 2009 in Liberec errang sie den 15. Platz über 10 km klassisch, den 12. Platz im Sprint und den neunten Platz im Skiathlon. Zum Saisonende gewann sie die Sprints in Lahti und in Trondheim. Ebenfalls in Trondheim holte sie im 30-km-Massenstartrennen ihren einzigen Distanzweltcupsieg. Beim Weltcup-Finale 2009 wurde sie Zwölfte. Dabei siegte sie bei der Sprintetappe in Stockholm. Die Saison beendete sie auf den fünften Platz im Distanzweltcup, den zweiten Rang im Gesamtweltcup und den ersten Platz wie im Vorjahr im Sprintweltcup.

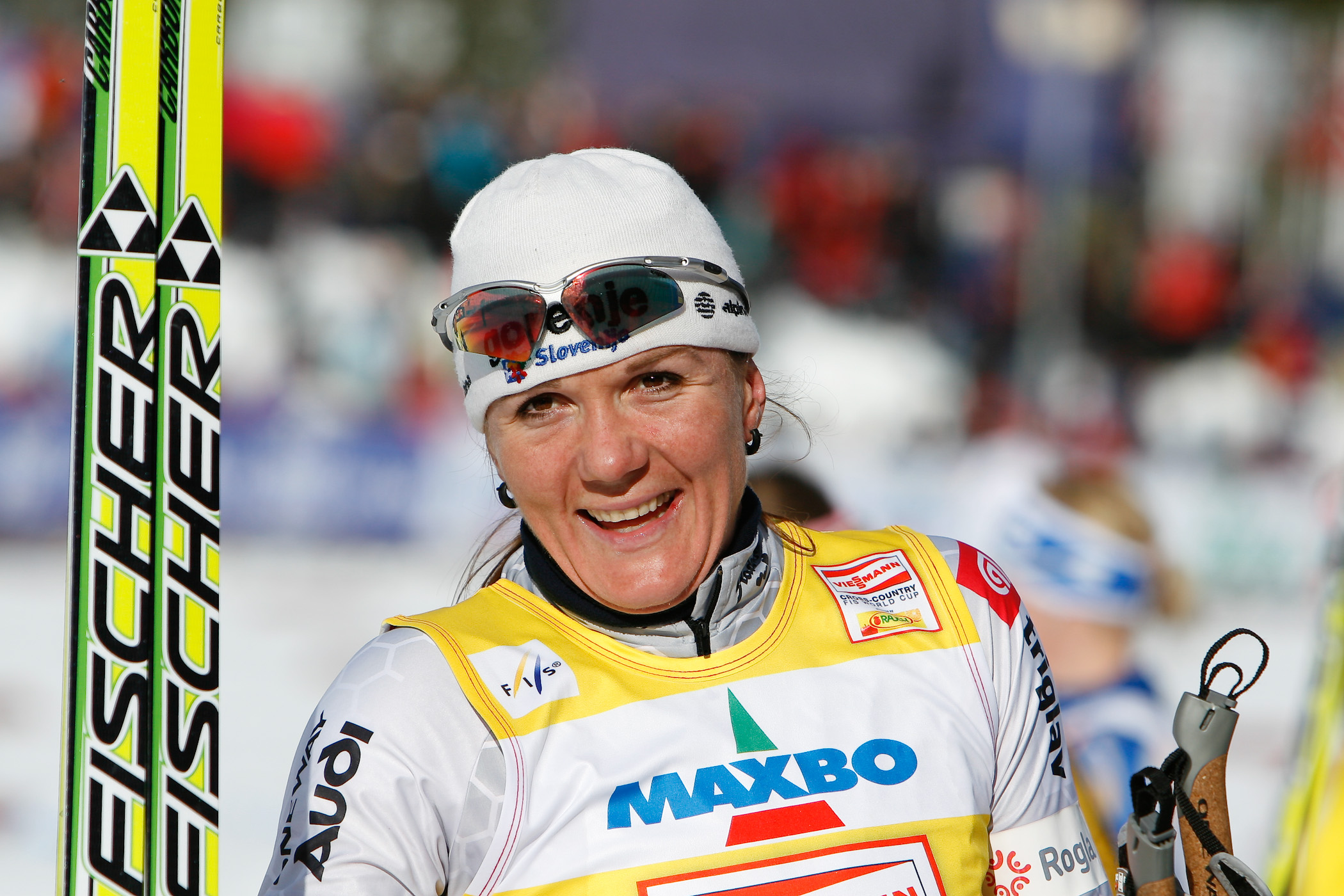
Petra Majdič, Weltcup in Trondheim 2009

Zu Beginn der folgenden Saison gewann Majdič den Sprint in Davos und belegte den zweiten Platz in Kuusamo und den dritten Rang in Rogla. Die Tour de Ski 2009/10 beendete sie auf den zweiten Platz. Dabei siegte sie bei zwei Sprintetappen und bei der Massenstart-Etappe über 10 km. Beim folgenden Weltcup in Otepää wurde sie Zweite im Sprint. Als führende im Sprint- und zweiten im Gesamtweltcup kam Majdič dann zu den Olympischen Winterspielen 2010 in Vancouver. Beim Aufwärmen zum ersten Wettkampf, dem Klassiksprint, verlor sie in einer Abfahrt die Kontrolle, stürzte eine Böschung hinab und prallte dort gegen einen Baum. Wie sich später herausstellte, brach sie sich dabei vier Rippen und zog sich einen Riss des Lungenfells zu. Dennoch startete sie kurz darauf unter starken Schmerzen bei der Qualifikation, bei der sie 19. wurde. Sie kam schließlich bis ins Finale, wo sie hinter Marit Bjørgen und Justyna Kowalczyk den dritten Platz belegen konnte. Im Gesamt und im Sprintweltcup erreichte sie jeweils den dritten Platz. Zu Beginn ihrer letzten Saison 2010/11 belegte sie den siebten Rang bei der Nordic Opening in Kuusamo. Dabei wurde sie Dritter über 5 km klassisch und Zweite im Sprint. Die Tour de Ski 2010/11, bei der sie beide Sprintetappen gewann, errang sie den sechsten Platz. Beim Weltcup in Otepää holte sie im Sprint ihren 16. und letzten Weltcupsieg.
Bei den Weltmeisterschaften 2011 in Oslo gewann sie die Bronzemedaille im Sprint. Zudem belegte sie den 13. Platz über 10 km klassisch, den siebten Rang mit der Staffel und den fünften Platz zusammen mit Katja Višnar im Teamsprint. Im März 2011 wurde sie beim Weltcupsprint in Lahti Dritte. Beim Weltcup-Finale 2014 kam sie auf den neunten Platz. Dabei siegte sie bei der Sprintetappe. Zum Saisonende gewann sie zum dritten Mal den Sprintweltcup und belegte den sechsten Platz im Gesamtweltcup.

## Erfolge

### Siege bei Weltcuprennen

#### Weltcupsiege im Einzel
| Nr. | Datum             | Ort         | Disziplin         |
| --- | ----------------- | ----------- | ----------------- |
| 1   | 9. März 2006      | Drammen     | Sprint            |
| 2   | 25. November 2006 | Kuusamo     | Sprint            |
| 3   | 21. März 2007     | Stockholm   | Sprint            |
| 4   | 1. Dezember 2007  | Kuusamo     | Sprint            |
| 5   | 23. Januar 2008   | Canmore     | Sprint            |
| 6   | 10. Februar 2008  | Otepää      | Sprint            |
| 7   | 29. November 2008 | Kuusamo     | Sprint            |
| 8   | 14. Dezember 2008 | Davos       | Sprint            |
| 9   | 20. Dezember 2008 | Düsseldorf  | Sprint            |
| 10  | 25. Januar 2009   | Otepää      | Sprint            |
| 11  | 13. Februar 2009  | Valdidentro | Sprint            |
| 12  | 7. März 2009      | Lahti       | Sprint            |
| 13  | 12. März 2009     | Trondheim   | Sprint            |
| 14  | 14. März 2009     | Trondheim   | 30 km Massenstart |
| 15  | 13. Dezember 2009 | Davos       | Sprint            |
| 16  | 23. Januar 2011   | Otepää      | Sprint            |

#### Etappensiege bei Weltcuprennen
| Nr. | Datum          | Ort           | Disziplin                   | Rennen              |
| --- | -------------- | ------------- | --------------------------- | ------------------- |
| 1.  | 3. Januar 2007 | Oberstdorf    | 10 km klassisch             | Tour de Ski 2006/07 |
| 2.  | 18. März 2009  | Stockholm     | Sprint klassisch            | Weltcup-Finale 2009 |
| 3.  | 1. Januar 2010 | Oberhof       | 2,8 km Freistil Prolog      | Tour de Ski 2009/10 |
| 4.  | 3. Januar 2010 | Oberhof       | Sprint klassisch            | Tour de Ski 2009/10 |
| 5.  | 9. Januar 2010 | Val di Fiemme | 10 km klassisch Massenstart | Tour de Ski 2009/10 |
| 6.  | 2. Januar 2011 | Oberstdorf    | Sprint klassisch            | Tour de Ski 2010/11 |
| 7.  | 5. Januar 2011 | Toblach       | Sprint Freistil             | Tour de Ski 2010/11 |
| 8.  | 16. März 2011  | Stockholm     | Sprint klassisch            | Weltcup-Finale 2011 |

### Siege bei Continental-Cup-Rennen
| Nr. | Datum           | Ort     | Disziplin     | Serie           |
| --- | --------------- | ------- | ------------- | --------------- |
| 1.  | 3. März 2001    | Planica | 5 km Freistil | Continental-Cup |
| 2.  | 17. Januar 2009 | Rogla   | 5 km Freistil | Alpencup        |

## Teilnahmen an Weltmeisterschaften und Olympischen Winterspielen

### Olympische Spiele
- 2002 Salt Lake City: 7. Platz 10 km Skiathlon, 8. Platz 10 km klassisch, 9. Platz Staffel, 12. Platz 30 km klassisch
- 2006 Turin: 6. Platz 10 km klassisch, 8. Platz Sprint Freistil, 11. Platz 15 km Skiathlon, 14. Platz 30 km Freistil Massenstart
- 2010 Vancouver: 3. Platz Sprint klassisch

### Nordische Skiweltmeisterschaften
- 1999 Ramsau: 53. Platz 15 km Verfolgung, 59. Platz 5 km klassisch
- 2001 Lahti: 11. Platz Staffel, 14. Platz 15 km klassisch, 17. Platz 10 km klassisch, 32. Platz 10 km Skiathlon
- 2003 Val di Fiemme: 7. Platz 10 km klassisch, 8. Platz 15 km klassisch, 10. Platz 10 km Skiathlon
- 2005 Oberstdorf: 15. Platz Sprint klassisch, 23. Platz 15 km Skiathlon
- 2007 Sapporo: 2. Platz Sprint klassisch, 5. Platz 30 km klassisch Massenstart, 9. Platz Teamsprint Freistil, 16. Platz 15 km Skiathlon
- 2009 Liberec: 9. Platz 15 km Skiathlon, 12. Platz Sprint Freistil, 15. Platz 10 km klassisch
- 2011 Oslo: 3. Platz Sprint Freistil, 5. Platz Teamsprint klassisch, 7. Platz Staffel, 13. Platz 10 km klassisch

## Platzierungen im Weltcup

### Weltcup-Statistik
Die Tabelle zeigt die erreichten Platzierungen im Einzelnen.
- 1.–3. Platz: Anzahl der Podiumsplatzierungen
- Top 10: Anzahl der Platzierungen unter den ersten zehn
- Punkteränge: Anzahl der Platzierungen innerhalb der Punkteränge
- Starts: Anzahl gelaufener Rennen in der jeweiligen Disziplin
- Hinweis: Bei den Distanzrennen erfolgt die Einordnung gemäß FIS.

| Platzierung         | Distanzrennen a | Distanzrennen a | Distanzrennen a | Distanzrennen a | Distanzrennen a | Skiathlon Verfolgung | Sprint | Etappen- rennen b | Gesamt | Team c | Team c  |
| Platzierung         | ≤ 5 km          | ≤ 10 km         | ≤ 15 km         | ≤ 30 km         | > 30 km         | Skiathlon Verfolgung | Sprint | Etappen- rennen b | Gesamt | Sprint | Staffel |
| ------------------- | --------------- | --------------- | --------------- | --------------- | --------------- | -------------------- | ------ | ----------------- | ------ | ------ | ------- |
| 1. Platz            | 1               | 2               |                 | 1               |                 |                      | 20     |                   | 24     |        |         |
| 2. Platz            |                 | 2               |                 |                 |                 | 1                    | 9      | 1                 | 13     |        |         |
| 3. Platz            | 3               | 2               |                 | 1               | 1               |                      | 4      | 1                 | 12     |        |         |
| Top 10              | 8               | 25              | 5               | 4               | 1               | 15                   | 50     | 6                 | 114    | 5      | 2       |
| Punkteränge         | 14              | 55              | 9               | 5               | 2               | 33                   | 73     | 8                 | 199    | 7      | 6       |
| Starts              | 19              | 68              | 12              | 6               | 3               | 36                   | 78     | 8                 | 230    | 7      | 6       |
| Stand: Karriereende |                 |                 |                 |                 |                 |                      |        |                   |        |        |         |

### Weltcup-Gesamtplatzierungen
| Saison    | Gesamt | Gesamt | Distanz | Distanz | Sprint | Sprint |
| Saison    | Punkte | Platz  | Punkte  | Platz   | Punkte | Platz  |
| --------- | ------ | ------ | ------- | ------- | ------ | ------ |
| 1999/2000 | 12     | 69.    | 12      | 47. 1   | -      | -      |
| 2000/01   | 107    | 34.    | -       | -       | 65     | 24.    |
| 2001/02   | 311    | 14.    | -       | -       | 200    | 9.     |
| 2002/03   | 275    | 14.    | -       | -       | 93     | 22.    |
| 2003/04   | 228    | 23.    | 170     | 21.     | 58     | 32.    |
| 2004/05   | 304    | 13.    | 149     | 18.     | 155    | 11.    |
| 2005/06   | 538    | 9.     | 333     | 10.     | 205    | 12.    |
| 2006/07   | 844    | 4.     | 325     | 8.      | 385    | 2.     |
| 2007/08   | 969    | 5.     | 316     | 14.     | 609    | 1.     |
| 2008/09   | 1716   | 2.     | 553     | 5.      | 879    | 1.     |
| 2009/10   | 1191   | 3.     | 425     | 8.      | 446    | 3.     |
| 2010/11   | 1087   | 6.     | 317     | 13.     | 480    | 1.     |